# SSRE

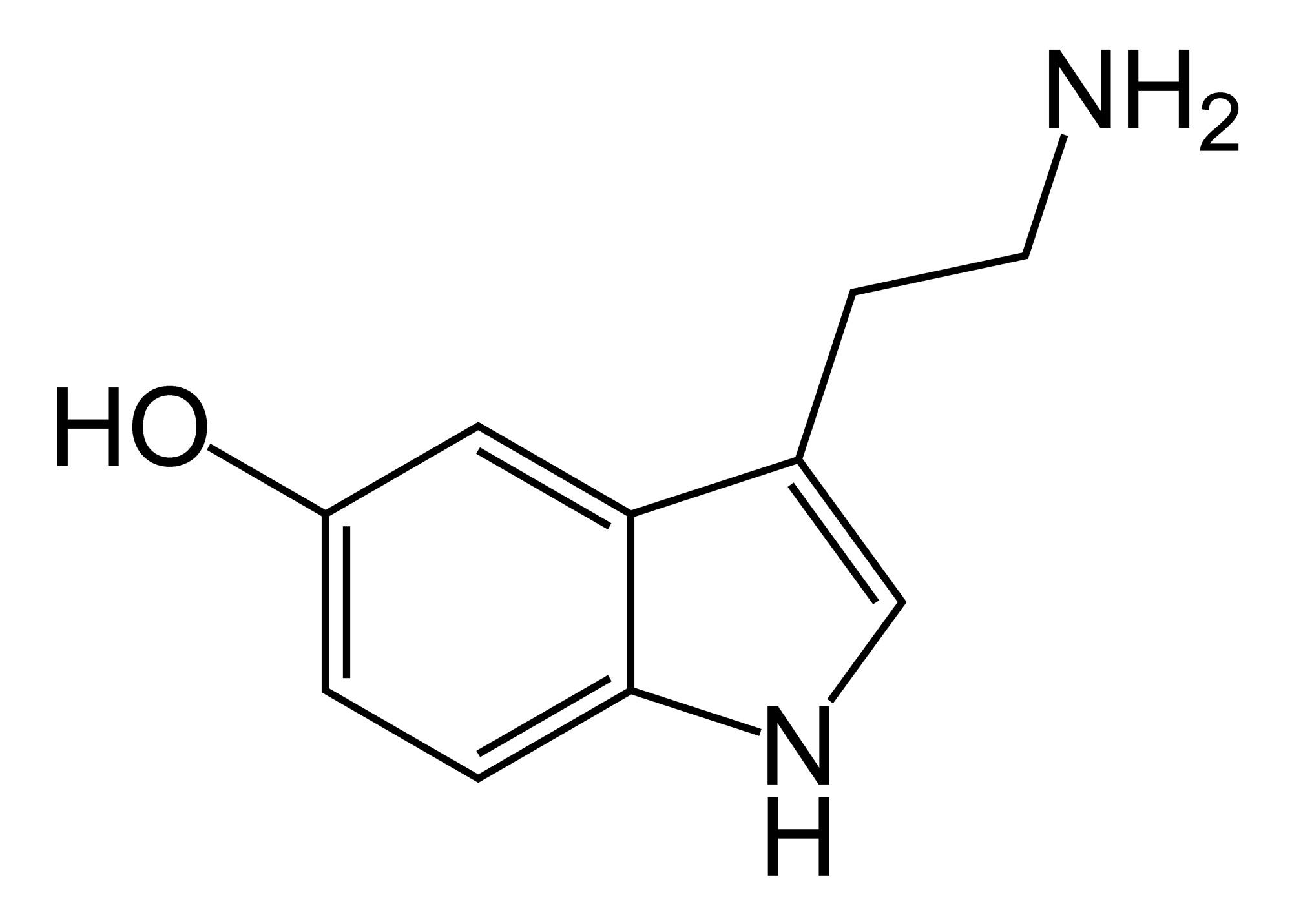
Serotonina

SSRE (ang. selective serotonin reuptake enhancers) – leki przeciwdepresyjne, które w odróżnieniu od SSRI  i TLPD powodują nasilenie zwrotnego wchłaniania serotoniny przez neurony. Molekularne podstawy tego procesu nie zostały jeszcze wyjaśnione.
W lecznictwie stosuje się obecnie tylko jeden lek z tej grupy:
- Tianeptyna (Coaxil®, Stablon®, Tatinol®)